# Petrey (Alabama)
Petrey est une ville du comté de Crenshaw située dans l'État d'Alabama, aux États-Unis,.
George Petrey et sa première épouse, Martha Ann Blackwater, s'installent dans la région, actuellement connue sous le nom de Petrey, vers 1850, en provenance des Carolines. Initialement, la ville s'appelle Forkland, mais le nom est finalement changé car de nombreux Petrey vivent dans la région. En effet, George Petrey, a engendré 24 enfants avec ses deux épouses : 12 enfants avec Martha et 12 autres avec sa deuxième femme, Cendrillon Huss. Plusieurs de ses descendants vivent toujours dans la ville. Située sur ligne de chemin de fer créée par l'Atlantic Coast Line Railroad (ACL), Petrey sert de gare jusqu'à ce que la compagnie mette fin au transport de passagers.

## Démographie
| 1920 | 1930 | 1940 | 1950 | 1960 | 1970 |
| ---- | ---- | ---- | ---- | ---- | ---- |
| 165  | 168  | 258  | 171  | 165  | 122  |

| 1980 | 1990 | 2000 | 2010 | - | - |
| ---- | ---- | ---- | ---- | - | - |
| 93   | 80   | 63   | 58   | - | - |

## Source de la traduction
- (en) Cet article est partiellement ou en totalité issu de l’article de Wikipédia en anglais intitulé « Petrey, Alabama » (voir la liste des auteurs).